# Ото II фон Илергау
Ото II фон Илергау-Хоенберг-Кирхберг (на немски: Otto II Graf im Illergau; Otto II von Hohenberg, Graf von Kirchberg; * пр. 1160; † 1186/1188 или 1189) е граф на Хоенберг, Кирхберг и в Илергау. Роднина е с рода на бургграфовете на замък Кирхберг, източно от Йена в Тюрингия.

## Произход и наследство
Произлиза от швабската благородническа фамилия фон Кирхберг близо до Улм. Той е син на граф Еберхард I фон Кирхберг († сл. 1166). Племенник е на граф Бертхолд фон Кирхберг († сл. 1103), граф Ото I фон Кирхберг († сл. 1107) и на Хартман II фон Кирхберг († сл. 1134/ок. 1170). Брат е на Хартман III фон Кирхберг († сл. 1198), граф на Балцайм и в Алпгау, Рудолф фон Кирхберг († сл. 1185) и Конрад фон Кирхберг († сл. 1188). Сестра му е омъжена за Волфрад IV фон Феринген († сл. 1161).
Графовете фон Кирхберг създават на своята територия през 1093 г. бенедиктинския манастир Виблинген при Улм и му правят богато дарение. След това братята Ото II и Хартман III подаряват на манастира дървените части от кръста на Исус Христос, които им подарил папа Урбан II, след тяхното участие в Първия кръстоносен поход (1096 – 1099). Манастирът Виблинген е гробното място на Кирхбергите до тяхното измиране през 1489/1510 г.
Ото II е дядо на Бруно фон Кирхберг, епископ на Бриксен († 1288).

## Фамилия
Ото II фон Илергау-Хоенберг-Кирхберг се жени и има три деца:
- Еберхард II фон Кирхберг († ок. 27 август 1183 или 27 август сл. 1240), граф на Кирхберг, женен за Берта фон Албек, има осем деца
- Ото III фон Кирхберг-Бранденбург († сл. 1194/1239), граф на Хоенберг и Бранденбург, фогт фон Виблинген, има осем деца
- Конрад фон Кирхберг († 27 август сл. 1183), неженен